# Josef Červinka
Josef Červinka (vlastním jménem Josef Schwarz, židovským jménem Ješajáhu ben Benjamin Zev, 16. června 1915 Luže – 23. srpna 2003 Praha) byl český rozhlasový režisér, herec a překladatel.

## Život
Narodil se v rodině podnikatele Viktora Schwarze v městečku Luže. Studoval gymnázium ve Vysokém Mýtě, v Chrudimi a v Pardubicích, ale žádné nedokončil. Nakonec odešel do Prahy, kde studoval jednoroční obchodní školu. Poté pracoval (1935–1937) jako úředník u firmy Philips. Na konci 30. let se stal woodcrafterem, členem ISAW (Internacionální socialistická asociace woodcrafterská), při letním táboření se seznámil s Jiřím Ohrensteinem (Jiřím Ortenem).
Za vlastní úspory začal studovat dramatické oddělení pražské konzervatoře, kde byl Jiří Orten jeho spolužákem. Jeho přáteli byli Pavel Tigrid a Jiří Orten. S Jiřím Ortenem a Bohuslavem Březovským bydleli společně v pronajatém bytě na Vinohradech. Jeho první rozhlasovou úlohou byla recitace veršů Vítězslava Nezvala v roce 1937.
Dne 23. března 1939 uprchl spolu s Pavlem Tigridem do Velké Británie. Zde nejprve absolvoval kurz pro svářeče a pracoval v továrně. I během války pořádali spolu s Otou Ornestem a Josefem Ledererem divadelní představení. V roce 1941 byl spolu s Otou Ornestem a Pavlem Tigridem přijat na základě konkursu do BBC, kde pak působil v československé redakci. Spolu s Otou Ornestem vystupoval mj. ve vysílání pro mládež, uváděném každou středu jako rozhovory dvou obyčejných mladých českých lidí, Pepíka a Vaška, kteří vyjadřovali své názory na aktuální situaci nebo např. v roli legionáře v Langerově pásmu o životě T. G. Masaryka .
Spolu s Otou Ornestem dostali stipendium na stáž v Královské akademii dramatického umění (RADA), kde se účastnili práce v shakespearovské třídě.
V roce 1944 onemocněl tuberkulózou. Léčil se v jižní Anglii a po skončení války ve švýcarském Davosu. Zde přeložil svou první knihu (William Saroyan: Jmenuji se Aram).
V roce 1947 nastoupil do Československého rozhlasu. Aby nedocházelo k záměně se stejnojmenným dalším zaměstnancem rozhlasu, zvolil si pseudonym s příjmením své matky za svobodna – Červinka. V roce 1952 byl pro svou bývalou spolupráci s BBC a další kádrové důvody (syn továrníka, přítel Pavla Tigrida, bratr emigranta) propuštěn, ale po jisté době opět přijat. Věnoval se rozhlasové režii, recitaci (mimo rozhlas nejčastěji v divadle Viola) a překladům z angličtiny.

## Dílo
Jeho jediným prozaickým dílem je kniha vzpomínek:
- Trpělivě obnošené tělo (pod jménem Josef Schwarz-Červinka, Torst, Praha, 2003, ISBN 80-7215-189-4)

Byl autorem řady rozhlasových režií, například:
- Charles Dickens: Pickwickovci (1961),
- 1964 William Shakespeare: Richard III., rozhlasová adaptace, překlad: Zdeněk Urbánek, rozhlasová úprava a režie: Josef Červinka, dramaturgie: Jaromír Ptáček, hudba: Marek Kopelent. Hrají: král Richard III. (Jiří Adamíra), král Edvard IV. (Miloš Nedbal), vévoda z Clarence (Otakar Brousek), královna Alžběta (Vlasta Chramostová), lady Anna (Jaroslava Adamová), vévodkyně z Yorku (Leopolda Dostalová), vévoda z Richmondu (Luděk Munzar), vévoda z Buckinghamu (Čestmír Řanda), lord Stanley (Josef Větrovec), lord Hastings (Jaromír Spal), hrabě Rivers (Oldřich Janovský), Catesby (Bohumil Křížek), Radcliff (Bohumil Švarc), Brakenburry (Jiří Suk), londýnský starosta (Ladislav Kulhánek), měšťan a písař (Josef Patočka), vypravěč (Josef Červinka) a další.[6]
- William Shakespeare: Jindřich V. (1976) úprava a režie,
- Anton Pavlovič Čechov: Strýček Váňa (1965)[7],
- Ivan Alexandrovič Gončarov: Oblomov (1966),
- Knut Hamsun: Pan (1971),
- František Langer: Periférie (1973),
- Ivan Olbracht: Bratr Žak (1973),
- Ivan Olbracht: Žalář nejtemnější (1974),
- Nathaniel Hawthorne: Šarlatové písmeno (1976),
- Truman Capote: Luční harfa (1976),
- August Strindberg: Hra s ohněm (1979),
- Geoffrey Chaucer: Canterburské povídky (1984),
- John Gay: Žebrácká opera (1985),
- Giles Cooper: Celou cestu domů (All the Way Home), překlad: Gabriela Nová, (1988)[8]
- Bruno Schulz: Skořicové krámy, četba na pokračování, Český rozhlas, přeložil: Otakar Bartoš, čte: Jiří Schwarz, režie Josef Červinka.[9]
- Daniela Fischerová Čeho se bojí Mistr, osoby a obsazení: Mistr (Vladimír Brabec), Anděla (Zdena Hadrbolcová), Hoch (Jiří Ornest), Bucek (Ladislav Potměšil), jeho kolega (Miroslav Středa), Dáma (Eva Klepáčová), dále účinkují Miloš Hlavica, Jindřich Narenta, Jaroslav Drmlová, Ladislav Brothánek a Josef Červinka, dramaturgie: Josef Hlavnička, režie: Josef Červinka, (1990).[10]
- Carey Harrison: To by se psychiatrovi stát nemělo, překlad: Josef Červinka, hráli: Vladimír Brabec, Jiří Lábus, Jaroslav Kepka, Dana Syslová a Josef Červinka, Český rozhlas (1998 ).[11]
- Jiří Robert Pick: Anekdoty Franci Roubíčka, tragikomedie o muži, který nedokázal neříct anekdotu. Hudba Vladimír Truc. Dramaturg Dušan Všelicha. Režie Josef Červinka. Účinkují: Tomáš Töpfer, Růžena Merunková, Barbora Kodetová, Marie Marešová, Miloš Hlavica, Jiří Lábus, Zdeněk Ornest, Josef Velda, Oldřich Vízner, Martin Velda, Simona Stašová a Jaroslava Kretschmerová. Natočeno v roce 1990.[12]
- Hector Hugh Munro: Povídky Podivné příběhy lorda Clovise I.,II. a Byzantská omeleta, překlad: František Vrba, dramatizace: Jan Žáček, účinkují: Viktor Preiss, Květa Fialová, Stella Zázvorková, Otakar Brousek Petr Nárožný, Jorga Kotrbová, Jiří Štěpnička, Václav Vydra, Michal Pavlata, Marie Drahokoupilová, Barbora Hrzánová, Jana Drbohlavová a další; režie: Josef Červinka. Natočeno v letech 1997-1998.

### Rozhlasové role
- 1968 Giles Stanus Cooperː Nepříjemná ústřice. Překlad a režieː Josef Červinka, v hlavních rolíchː Josef Kemr, Stella Zázvorková. Překlad a režieː Josef Červinka, roleː Alice. .
- 1991 George Orwell: 1984. Devítidílný rozhlasový seriál, režie: Karel Weinlich, hráli: průvodce (Luděk Munzar), Winston Smith (Jiří Ornest), O'Brien (Boris Rösner), Charrington (Jaroslav Konečný), Julie (Veronika Freimanová), Goldstein (Josef Červinka), Velký bratr (Rudolf Hrušínský), Parsonsová (Dana Syslová), výhrůžný hlas (Ladislav Brotánek), domovnice (Ludmila Roubíková), kluk (Petr Hotmar), holka (Eliška Pohorská), spíkr I. (Bohumil Švarc), spíkr II. (Dagmar Dvořáčková), pozorovatelka (Ilona Jirotková), žena (Zuzana Davidová) a hlas (Vladimír Fišer).[13]
- 1993 Ladislav Klíma: Edgar. rozhlasová úprava Pavel Minks, dramaturg Hynek Pekárek, v režii Josefa Červinky hráli: Jiří Schwarz, Simona Stašová a Jiří Holý.[14]
- 1997 Leo Perutz: Noc pod Kamenným mostem. Osmidílná dramatizovaná četba na pokračování. Podle překladu Tomáše Kratěny zdramatizoval Rudolf Ráž, v režii Hany Kofránkové hráli: Eliška Balzerová, Josef Červinka, Stanislav Zindulka, Antonín Molčík, Václav Postránecký, Ilona Svobodová, Rudolf Pellar, Eva Horká, Petr Pelzer, Růžena Merunková, Veronika Tůmová, Michal Dlouhý, Vlastimil Zavřel, Vladimír Bejval, Miloš Hlavica, Jiří Hálek, Jan Medlík, Květoslava Straková, Ladislav Trojan, Bořivoj Navrátil, Jiří Langmajer a další.[15]
- 1998 Oscar Wilde: Bezvýznamná žena, překlad: Jiří Zdeněk Novák, rozhlasová úprava: Josef Hlavnička, dramaturgie: Jarmila Konrádová, režie: Markéta Jahodová. Hráli: Lord Illingworth (Viktor Preiss), Sir John Pontecraft (Svatopluk Beneš), Pan Ketlick, poslanec (Petr Kostka), Gerald Arbuthnot (Pavel Chalupa), Lady Hunstantonová (Viola Zinková), Lady Karolína Pontecraftová (Jaroslava Adamová), Paní Allonbyová (Gabriela Vránová), Slečna Ester Worsleyová (Petra Špalková), Paní Arbuthnotová (Dana Syslová), vypravěč (Josef Červinka), Francis, sluha (Tomáš Racek) a Alice, komorná (Jana Zímová)[16]
- 1998 Carey Harrison: To by se psychiatrovi stát nemělo.[11]

## Překlady
U překladů používal své občanské jméno Josef Schwarz. Překládal z angličtiny. Mimo jiné díla těchto spisovatelů:
- William Faulkner
- Edgar Allan Poe
- William Saroyan
- Henry David Thoreau
- Evelyn Waugh
- FARQUHAR, George. Galantní lest. Překlad Josef Schwarz. Praha: Dilia, 1971. 113 s.